# フェリオス
『フェリオス』 (PHELIOS) は、1989年2月にナムコが発売した業務用ビデオゲーム。ペガサスに乗ったアポロンを操作して、王女を救うために敵と戦う縦スクロールシューティングゲームである。ナムコのシステム基板「SYSTEM II」の第4弾作品。
1990年にメガドライブに移植されたほか、2006年にはiアプリ、2007年にはEZアプリ用ソフトとして移植され配信された（これ以外の他機種版については、#移植版にて詳説）。
ゲーム誌『ゲーメスト』の企画「第3回ゲーメスト大賞」（1989年度）で、ベストシューティング賞5位、ベスト演出賞4位、ベストグラフィック賞3位、ベストVGM賞8位を獲得した。また、ゲーメストムック『ザ・ベストゲーム』（1991年）では第46位を獲得した。

## 概要
ギリシャ神話をモチーフとしており、デュポンに捕らわれた王女アルテミスを、恋人である騎士・アポロンがペガサスを駆って助けに行くストーリー。
各ステージの前後にはデモが挿入される。クリア後のデモはアルテミスがデュポンから執拗な拷問を加えられるという過激なもので、画面に大きくアルテミスその他登場人物のグラフィックが表示され、フルボイスで台詞が流れる。ヒロインを前面に押し出した演出や、美麗なグラフィックとアニメーションの出来も合いまってギャルゲーの先駆け的存在として評され、当時の雑誌『ゲーメスト』増刊の「ギャルズアイランド」などでもこの点が大きく取り上げられた。

## ゲーム内容

### システム
8方向レバーと攻撃ボタンで主人公を操作する。ボタンを一定時間押しっぱなしにして溜めた後に離すことで強力なショットを放つ。画面下に剣の形をした溜めゲージが存在する。
ライフ制とストック制を併用。敵弾や敵本体に接触した場合はライフを1つ失う。ライフが0になるとミスとなり、ストックを1つ失う。また、地形に接触した際はライフによらず、ストックを1つ失う。ライフはハート、ストックは盾のアイコンで画面下に表示される。ゲーム開始時のストックは3でライフは2で、設定で変更可能。
当たり判定はアポロンのみ。
ゲーム開始時には2つのモードを選択する。オプション設定で難易度選択を無効に選択した場合はHARDのみをプレイすることになる。双方ともエンディングは共通。
EASY
難易度は低いが、4面終了時にスキップデモが入り最終ボス戦となる。
HARD
全てのステージをプレイすることが出来る。EASYでは登場しないデュポンの正体が明らかになる。
最終面クリア後、スタッフロール前に残ったライフと残機がボーナス点として加算され、最終スコアとなる。

この際のボーナス点はライフは1つにつき1万点、残機は1つにつき3万点となる。

### アイテム
黄色いふくろう「ブーボー」を倒すと様々なアイテムバードが出てくる。カッコはアイテムバードに書いてあるアルファベット。ブーボーは、打ってアイテムバードに変えるまでは、触れるとダメージになる。
スピードアップ（S）
自機のスピードが1段階アップする。
オプション（O）
プレイヤー機のオプションが装着される。最大3個。
ビーム（B）
盾から半月状の形をしたワイドな形状のショットをショットボタンを押している間、自動連射にて発射できる。なお溜め打ちはできない。温存すればボスまで持たせることも可能。
アクロス（A）
（当たり判定のある）地形に当たると跳ね返るショット。洞窟などの細く狭い面では多大な効果を発揮する。
ホーミング（H）
敵に向かって多数の弾がとんでいく。自動連射。弾速はあまり速くない。
ライフ（L）
主人公のライフが1つ回復する。
フェリオス（P、H、E、L、I、O、S）
チャプター7にのみ出現。文字を7つ揃えると最強の剣「フェリオス」が完成し、溜め撃ちにより前方広範囲に強力な攻撃を行う。これを完成させないと、同面の攻略が非常に難しくなる。
ボーナスポイント
カプセルの中に隠れており、50～5000ポイントが追加される。
ビーム、アクロス、ホーミングは弾数に制限がある。ライフはAC版ではステージのボス戦前や中盤あたりに出てくる。

## ステージ構成
各ステージは「チャプター」と称し、全7チャプターから成る。
チャプター1
アポロン生誕の地にしてアルテミスと共に過ごしたディロスの丘。途中で唯一、擬似3Dステージが登場。ボスはメデューサ。
チャプター2
洞窟。ボスは三姉妹の老婆グライアイ。
チャプター3
高速スクロールの空中戦。ボスは鳥人セイレーン。
チャプター4
溶岩地帯。ボスは炎の魔人アンタイオス。
チャプター5
氷の迷宮。ボスは水晶に閉じ込められた妖怪スキュラ。
チャプター6
デュポンの神殿の門。ボスは門番ケルベロス。
チャプター7
最終面、デュポンの神殿。ボスはデュポンで、同時に最終ボス。このチャプターをクリアするとエンディングになる。
ボスの耐久力はオプションの数で変わり、オプションが少ないと耐久力は少ない。

オプションが多いと耐久力が多く、スキュラ以降の終盤、特に最終ボスのデュポンを倒すのは非常に困難であり、高難易度になる。

## 移植版
| No. | タイトル   | 発売日                          | 対応機種                       | 開発元                 | 発売元                 | メディア                                        | 型式               | 備考                                               |
| --- | ---------- | ------------------------------- | ------------------------------ | ---------------------- | ---------------------- | ----------------------------------------------- | ------------------ | -------------------------------------------------- |
| 1   | フェリオス | 1990年7月20日 1990年 1991年12月 | メガドライブ                   | ナムコ                 | ナムコ                 | 4メガビットロムカセット                         | T-14013 14016 1131 |                                                    |
| 2   | フェリオス | 2006年11月1日                   | 700i、900iシリーズ （iアプリ） | ウインドリーム         | バンダイナムコゲームス | ダウンロード （ナムコ・ゲームス）               | -                  |                                                    |
| 3   | フェリオス | 2007年9月27日                   | BREW対応端末 （EZアプリ）      | ウインドリーム         | バンダイナムコゲームス | ダウンロード （ナムコEZゲームス）               | -                  |                                                    |
| 4   | フェリオス | 2008年4月22日                   | Wii                            | バンダイナムコゲームス | バンダイナムコゲームス | ダウンロード （バーチャルコンソール）           | -                  | メガドライブ版の移植。 2019年1月31日配信・販売終了 |
| 5   | フェリオス | 2009年7月28日                   | Wii                            | バンダイナムコゲームス | バンダイナムコゲームス | ダウンロード （バーチャルコンソールアーケード） | -                  | アーケード版の移植。 2019年1月31日配信・販売終了   |
| 6   | フェリオス | 2023年2月2日                    | PlayStation 4 Nintendo Switch  | ハムスター             | ハムスター             | ダウンロード (アーケードアーカイブス)           | -                  | アーケード版の移植                                 |

代表的な移植版の詳説
メガドライブ版
- 日本ではナムコがメガドライブで初めてリリースしたソフトとして、1990年7月20日に発売。海外市場向けメガドライブ「SEGA GENESIS」「SEGA MEGA DRIVE」に移植したものをそのまま発売しており、全て英語表記。
- 容量の関係から、ステージ構成の変更・登場しない敵・デモ時の台詞のカット・デモ場面の演出の変更・オプションはAC版で最大3個装備可能だったものが、2個までに変更された。音声にはややノイズが入っている。BGMはメガドライブ版だけのオリジナル曲もあった。コンティニュー制で通常だと3回、裏技のコマンドで、最大9回まで可能。スタートメニュー画面のOPTIONSを選択すると、それぞれのチャプターのストーリーを見ることができる（※そのチャプターの場面で流れるBGMも同時に流れるため、サウンドテストも兼ねています）が前述の通り、全て英語表記。
- “NOVICE MODE”と、“ADVANCED MODE”の2つから選択できる。いずれのモードもライフは3。後者をクリアすると“EXPERT MODE”が新しく追加される。“NOVICE MODE”は4面で終了し、真のエンディングを見ることが出来ない。“ADVANCED MODE”は全てのステージをプレイでき、全7面をクリアすると真のエンディングを見ることができる。“EXPERT MODE”はライフが2に減らされ、敵の数の増加、耐久力の変更などで、非常に難易度が高い。
- 後年Wii版バーチャルコンソール（VC）にて配信を開始した際には、当時は存在しなかった日本の家庭用ゲーム機レイティングCEROでは「B」（12歳以上対象）とカテゴライズされている。なおWii版VCは「Wiiショッピングチャンネル」サービス終了に伴い、2019年1月31日14時59分を以って配信が終了している（既にダウンロード・購入し本体や記録媒体に収録されているものについては、当面はプレイ可能）。

Wii（バーチャルコンソールアーケード）版
- アーケード版からの移植。一部の武器の発射音等に相違点がある程度で、ほぼ完全移植と言って差し支えない。先行してリリースされたMD版VC同様、現在は配信・販売終了。

PlayStation 4 / Nintendo Switch （アーケードアーカイブス）版
アーケード版からの移植。「こだわり設定」でゲームスピードの調整が可能。

## スタッフ
アーケード版
- プロジェクト リーダー：しんちゃん
- ゲーム デザイン:サトルくん
- プログラマー:あきなちゃん
- グラフィック デザイン:のぶちゃん、ねこもとくん、よしひろくん、よしはるくん、かずゆきくん、まさのりくん、ユウちゃん、あくとくん、ジュンコちゃん
- サウンド エフェクト:かわげんくん(川元義徳)

メガドライブ版
- プログラマー:HIROKI.A
- ゲーム プランナー:SATORU.Y
- グラフィック デザイナー:NOBUHIKO.A、HIROSHI.K
- サウンド デザイナー:YOSHINORI.K(川元義徳)
- トランスレーター:RITARO.O
- プログラマー[アーケード]:MASAYOSHI.T
- スペシャル サンクス トゥ:ATSUSHI.W、TAKATOSHI.K

## 評価
アーケード版
ゲーム誌『ゲーメスト』の企画「第3回ゲーメスト大賞」（1989年度）で、ベストシューティング賞で5位を獲得、その他にベスト演出賞で4位、ベストグラフィック賞で3位、ベストVGM賞で8位、年間ヒットゲームで20位、ベストキャラクター賞ではアルテミスが2位を獲得した。また、1991年にそれまで稼働されていたアーケードゲーム全てを対象に行われたゲーメスト読者の人気投票によるゲーメストムック『ザ・ベストゲーム』では46位を獲得した。巻末の「ビデオゲームフルリスト」の紹介文では、「ギリシャ神話をモチーフにしたオプションシューティング。捕らわれの姫を助け出すという典型的なパターンだが、グラフィックがナムコらしく美しい」とグラフィックに関して肯定的なコメントで紹介されている。
メガドライブ版
ゲーム誌『ファミコン通信』の「クロスレビュー」では合計29点（満40点）、『メガドライブFAN』の読者投票による「ゲーム通信簿」での評価は以下の通りとなっており、18.98点（満30点）となっている。
| 項目 | キャラクタ | 音楽 | 操作性 | 熱中度 | お買得度 | オリジナリティ | 総合  |
| 得点 | 3.38       | 3.19 | 3.27   | 3.11   | 3.01     | 3.02           | 18.98 |